# 傭兵隊長の肖像 (ベッリーニ)
『傭兵隊長の肖像』（ようへいたいちょうのしょうぞう、伊: Ritratto di condottiero）は、イタリアのルネサンス期ヴェネツィア派の巨匠、ジョヴァンニ・ベッリーニによる板上の油彩画である。米国のワシントン・ナショナル・ギャラリーに収蔵されている。作品は、ヴェネツィアの医師ペッレグリーニがアブラハム・ヒューム卿に売却した1786年からしか知られていないため、出所はわかっていない。ヒューム卿の相続人は、1923年に作品をロンドン市場で売却し、最終的に1936年にサミュエル H. クレス財団に購入された。作品は、1939年にワシントン・ナショナル・ギャラリーに寄贈された。

## 概要
肖像画はベッリーニが最も発展させた分野の一つであり、画家が1474年頃に描き始めたものである。ヴァザーリが記すところによると、「ジョヴァンニ・ベッリーニはモデルを眼前にして肖像画を描く習慣があったので、ヴェネツィアの著名な人物は、誰もがベッリーニによって肖像画を描いてもらうのが流行になった」。ベッリーニはヴェネツィアで肖像画を人気のジャンルにしただけでなく、従来のイタリアの横顔の肖像の代わりに4分の3正面向きの肖像の流行を生んだ画家の一人であった。4分の3正面向きの肖像はフランドルからイタリアに導入されたが、この肖像の描き方とともに油彩技法もまたフランドルからイタリアに導入された。ベッリーニはいつも革新的技術に注意を向けていたため、人物像をより巧みに描写する方法として油彩技法も取り入れた。
暗い背景の中に4分の3正面向きからの、知られていない、年老いたイタリアの傭兵隊長 (コンドッティエーレ) の胸像が描かれている。傭兵隊長は高貴な錦織のブラウスと青いベレー帽を身に着けており、沈鬱で、荒々しい表情をしている。
作品にはアントネロ・ダ・メッシーナの基本的な影響が見える。モデルの人物は、かつてヴェネツィア共和国の元帥のヤコポ・マルチェッロと特定され、1482年から1485年頃の初期の制作とされた。ベッリーニは、マルチェッロの家族の家で、マルチェッロの肖像画を制作していたのである。他のモデルの候補となる人物としては、バルトロメオ・ダルヴィアーノ（ルネサンス後期の美術史家ジョルジョ・ヴァザーリの叙述にもとづく）とジョヴァンニ・エーモが挙げられる。ワシントンのナショナル・ギャラリーは、モデルをジョヴァンニ・エーモとして特定化している。エーモはヴェネツィアの高官で、1480年代初頭のフェッラーラとの戦争ではヴェネツィア陸軍の将軍であった。モデルがエーモであれば、1475年から1500年頃に制作された可能性があることを示唆している。